# フィコビリソーム

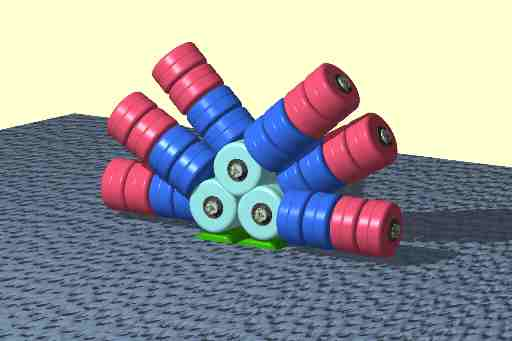
典型的なフィコビリソームを構成するタンパク質サブユニットのモデル図。水色：アロフィコシアニン、青：フィコシアニン、赤：フィコエリスリンもしくはフィコエリスロシアニン。これらフィコビリタンパク質の中心を通っている灰色部はリンカータンパク質。チラコイド膜（平面）との接点である緑色部分はアンカータンパク質（コアメンブレンリンカー）。

フィコビリソーム（英語：phycobilisome）は、藍藻・紅藻・灰色藻における光化学系IIの集光性アンテナ色素タンパク質複合体。細胞内の、もしくは葉緑体のチラコイド膜に結合したタンパク質の超複合体である。構成要素であるポリペプチドの数は 600 に達し、直径は 40nm 前後、全体の分子量は 1MDa を超える。光エネルギーの捕集や光適応など、光合成に関わる様々な機能を持つ。

## 構造
フィコビリソームの主要な構成要素は、フィコビリンと特定のアポタンパク質が共有結合したフィコビリタンパク質と呼ばれる色素タンパク質と、これを連結するリンカータンパク質である。フィコビリタンパク質は水溶性であるがゆえ、疎水性のクロロフィルやカロテノイドとは異なり脂質膜に組み込むことができない。そのために膜上にフィコビリソームとして複合体を形成し、配置されていると考えられている。

### フィコビリタンパク質
フィコビリソームは中心のコアと周辺部のロッドより成る。コアを構成するフィコビリタンパク質はアロフィコシアニン（allophycocyanin; APC）である。アロフィコシアニンはホモ3量体、もしくはαとβによるヘテロ6量体のドーナツ状ディスクを形成し、さらに中心を通るリンカータンパク質によって円柱状に連結されてロッドとなっている。このアロフィコシアニンのコアを中心として、フィコシアニン (phycocyanin; PC)、フィコエリスリン (phycoerythrin; PE) もしくはフィコエリスロシアニン (phycoerythrocyanin; PEC) からなる同様のロッドが、外側へ向けて放射状に配列する（冒頭図）。これらのフィコビリタンパク質は元々一つのタンパク質であり、遺伝子重複によって多様化したものと考えられている。

### フィコビリン

フィコシアノビリンの構造

フィコエリスロビリンの構造

各フィコビリタンパク質のスペクトル特性は、補因子として結合しているフィコビリンによっておおよそ決まる。フィコビリンは開環テトラピロール構造のビリン（右図）であり、フィコシアノビリン（phycocyanobilin：フィコシアニンおよびアロフィコシアニンの補因子）、フィコエリスロビリン（phycoerythrobilin：フィコエリスリンの補因子）、フィコウロビリン（phycourobilin：フィコエリスリンの補因子）、フィコビオロビリン（phycoviolobilin）の4種類が知られている。

### リンカータンパク質
フィコビリソームを構成するリンカータンパク質は数種類あり、フィコビリタンパク質のオリゴマーを相互に、もしくはチラコイド膜と結び付けている。
- ロッドコアリンカー：フィコビリタンパク質の3量体もしくは6量体ドーナツの中心を貫いて結合し、ロッドの軸となるリンカー。
- エンドキャッピングリンカー：ロッドの末端に位置するリンカー。
- コアメンブレンリンカー：アロフィコシアニンのコアとチラコイド膜とを結合しているリンカー。

## 機能

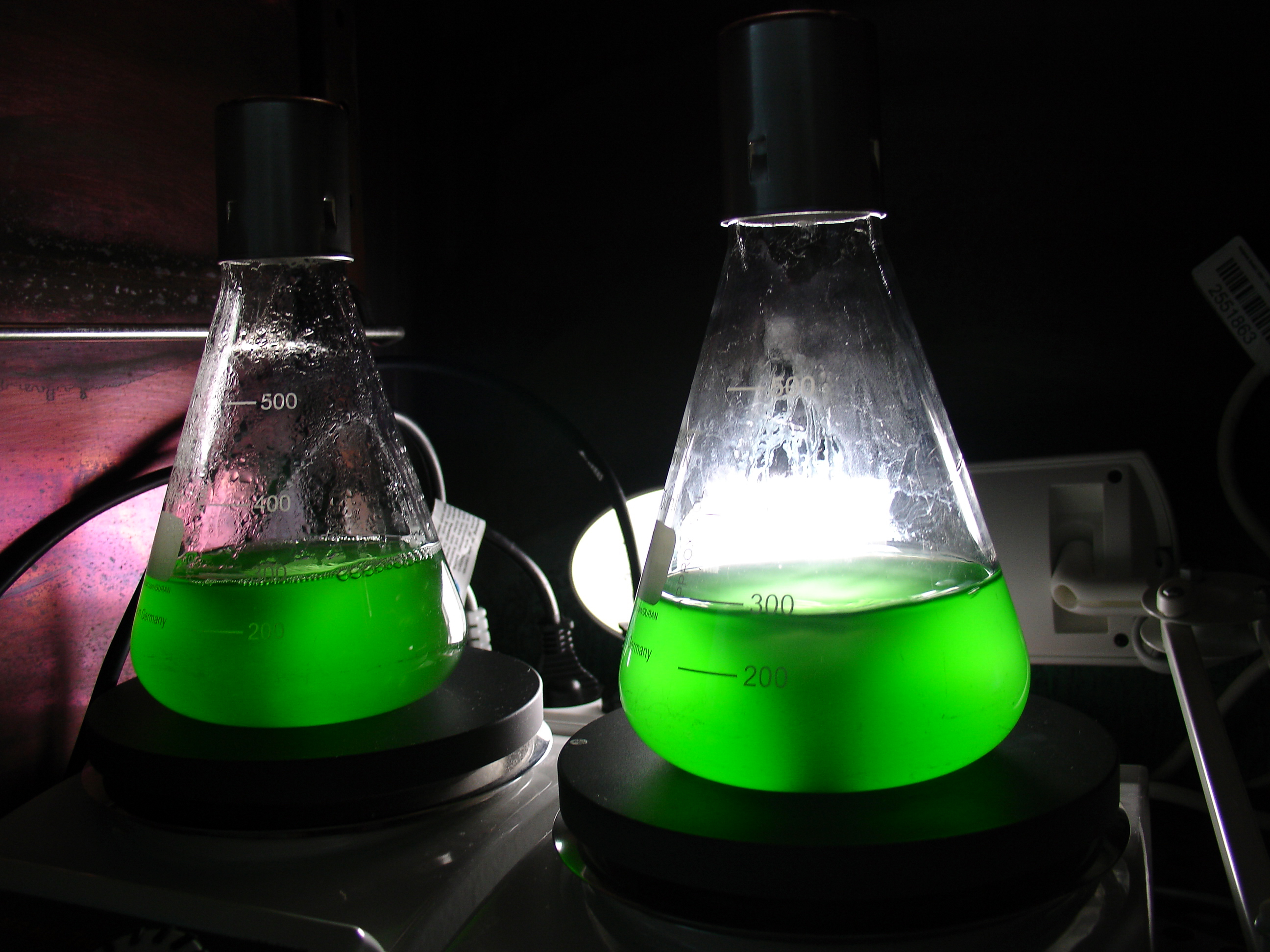
通常光で培養された藍藻 Synechococcus PC 7002

フィコビリソームの主要な役目は、光エネルギーを吸収して光合成の反応中心へ渡すことである。それぞれのフィコビリタンパク質は、可視光領域に特有の吸収スペクトルと蛍光特性を持つ。様々なフィコビリタンパク質を持つことにより、細胞はクロロフィルのみでは吸収し得ない波長域 (500-650nm) の光を光合成に利用することができる。このことは特に、長波長域が減衰しやすくクロロフィルが有効に機能しない深層の水中環境で有利に働く。光条件によってフィコビリソームを変化させる藍藻もある（後述）。
フィコビリタンパク質の光化学的性質の違いにより、フィコビリソームでは反応中心へ向けて不可逆の光エネルギー伝達が実現されている。つまりエネルギー準位の低いアロフィコシアニンをコアとして、周囲へ向けてフィコシアニン、フィコエリスリンが配置されており、周囲からコアへ、最終的には光化学系IIのクロロフィルaへとエネルギーが伝達され、電子伝達系の動力源となる。フィコビリソームにおけるこれらのタンパク質の配置はエネルギー伝達に適しており、伝達効率は90%に達する。
一部の藍藻は、光環境の変化に応じてフィコビリソームの構成を変化させる。例えば緑色光の環境下では、ロッドの末端を赤色のフィコエリスリンで構成し、より効率的に（赤の補色である）緑色の光を吸収できるようになる。逆に赤色光環境下ではロッドが青色のフィコシアニンで構築され、赤色光の吸収効率が上がる。このような変化は "complementary chromatic adaptation"（「光適応」「補色順化」「補色適応」「相補的色素適応」など）と呼ばれる。また藍藻を窒素欠乏条件下で培養すると、フィコビリンが窒素の供給源となるべく分解されて減少するため、クロロフィルの緑色が勝るようになる。

## 進化と多様性
フィコビリソームの構造は生物によって様々なバリエーションがある。一般的には半円盤状（藍藻）もしくは半楕円状（紅藻）である。ロッドが束になったような形状のものもある。一方フィコビリタンパク質自体は、必要とされる機能（特定波長の光の吸収とエネルギー伝達）の維持のため強力な選択圧がかかることから、塩基配列の進化速度は小さく、保存性が高い。
フィコビリソームの組成は細胞の色を決定する主要因である。藍藻は赤色のフィコエリスリンの含量が相対的に小さく、細胞はフィコシアニンとクロロフィルにより青緑色を呈する。フィコエリスリンを多く含む種や、光適応でフィコエリスリンを増した藍藻は赤褐色に見える。また海洋の深所に適応した紅藻類は、青緑色光を効率的に吸収するため大量のフィコエリスリンを含有しており、一般に鮮やかな赤色である。紅藻ではフィコエリスリンが多様化しており、少なくとも5種類の吸収特性が異なるフィコエリスリンが報告されている。灰色藻はフィコエリスリンを欠くため青緑色を呈する。また紅藻の中でもイデユコゴメ綱の単細胞紅藻であるシアニジウム (Cyanidium) やシアニディオシゾンはフィコエリスリンを失っており、青緑色である。なおクリプト藻の仲間もフィコビリタンパク質の一部を持つが、フィコビリソームは形成しない。これはコアとなるアロフィコシアニンを欠くためであると考えられている。

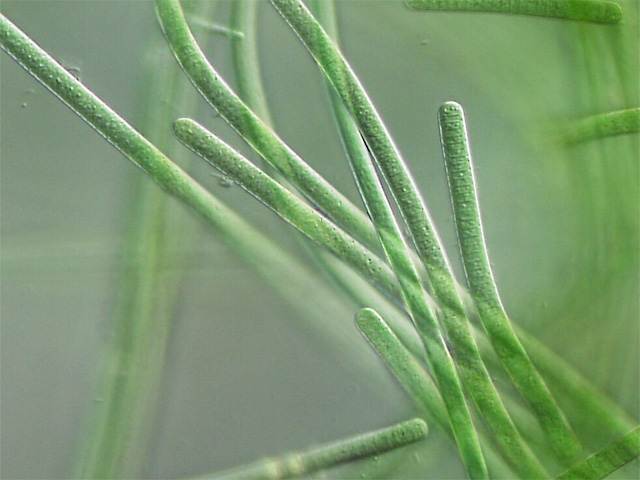
藍藻 Oscillatoria（ユレモのなかま）
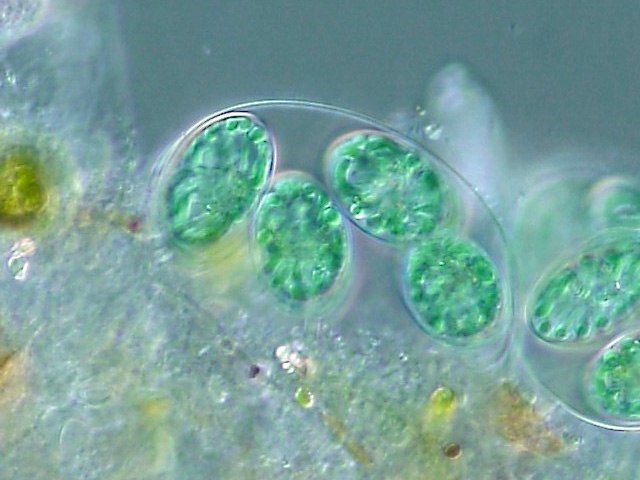
灰色藻 Glaucocystis
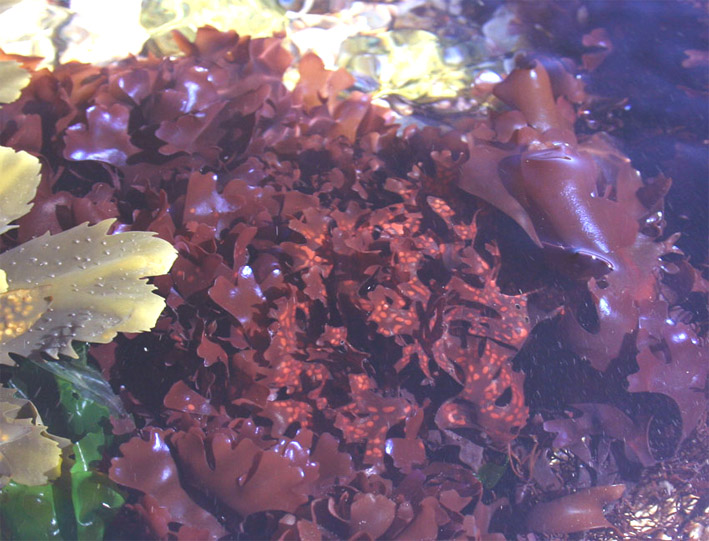
海産の紅藻 Chondrus crispus（ヤハズツノマタ）。
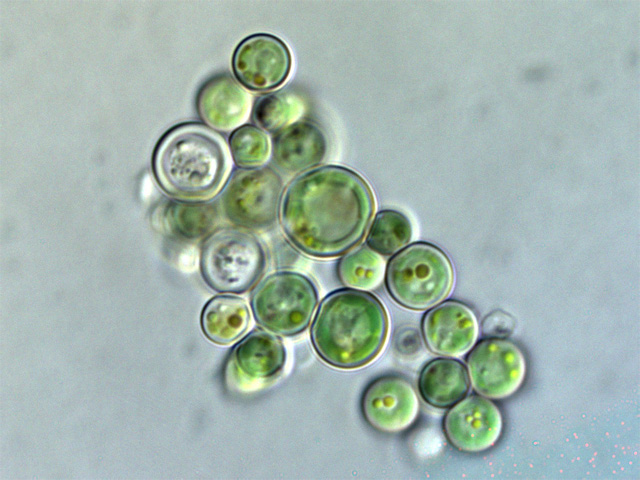
温泉性の単細胞紅藻 Cyanidium